# رجل في مواجهة البرية
رجل مقابل البرية (بالإنجليزية: Man vs. Wild)‏ أو من اجل البقاء هو برنامج تلفزيوني شهير يقدمه بير جريلز، يضع بير جريلز نفسه في أشق الظروف وأصعبها على مستوى العالم من حيث البقاء على قيد الحياة. حيث يعتمد على خبراته كقائد بحري بريطاني سابق ومتسلق جبال ومغامر خبير ويقف في وجه البرية التي تشتمل على إقليم التندرا السيبيري وأمريكا الجنوبية والصحراء الإفريقية، مسلحا بإمدادات قليلة وملابس بسيطة في حقيبة ظهره، ولننظر كيف يعود بير أدراجه إلى المدينة فيما يثبت امتلاكه أساليب البقاء حيا طوال رحلته ويتحدي كل هذا من اجل البقاء.

## روابط خارجية
- رجل في مواجهة البرية على موقع IMDb (الإنجليزية)
- رجل في مواجهة البرية على موقع ميتاكريتيك (الإنجليزية)
- رجل في مواجهة البرية على موقع نتفليكس (الإنجليزية)
- رجل في مواجهة البرية على موقع نتفليكس (الإنجليزية)
- رجل في مواجهة البرية على موقع كينوبويسك (الروسية)
- رجل في مواجهة البرية على موقع قاعدة بيانات الفيلم (الإنجليزية)